# Iris bloudowii
Iris bloudowii là một loài thực vật có hoa trong họ Diên vĩ. Loài này được Ledeb. miêu tả khoa học đầu tiên năm 1830.